# Bojan Mihajlović
Bojan Mihajlović (Foča, 1988. szeptember 15. –) bosnyák labdarúgó, az FK Sutjeska Foča labdarúgója, hátvéd.

## Pályafutása
2011 és 2014 között az Újpest FC játékosa, 2014-ben magyar kupagyőztes. 2016-ban örmény kupagyőztes.

## Sikerei, díjai
Újpest FC
- Magyar kupagyőztes: 2013–14

 FA Urartu
- Örmény kupagyőztes: 2015–16